# Whiteson Changwe
Whiteson Changwe (ur. 19 października 1964, zm. 27 kwietnia 1993 w okolicy Libreville) – zambijski piłkarz występujący na pozycji obrońcy. Zginął w katastrofie lotniczej u wybrzeży Gabonu. W reprezentacji Zambii grał od 1987. Przez całą karierę związany z klubem Kabwe Warriors. Brał udział w Pucharze Narodów Afryki 1990 i Pucharze Narodów Afryki 1992.